# Amy Brenneman

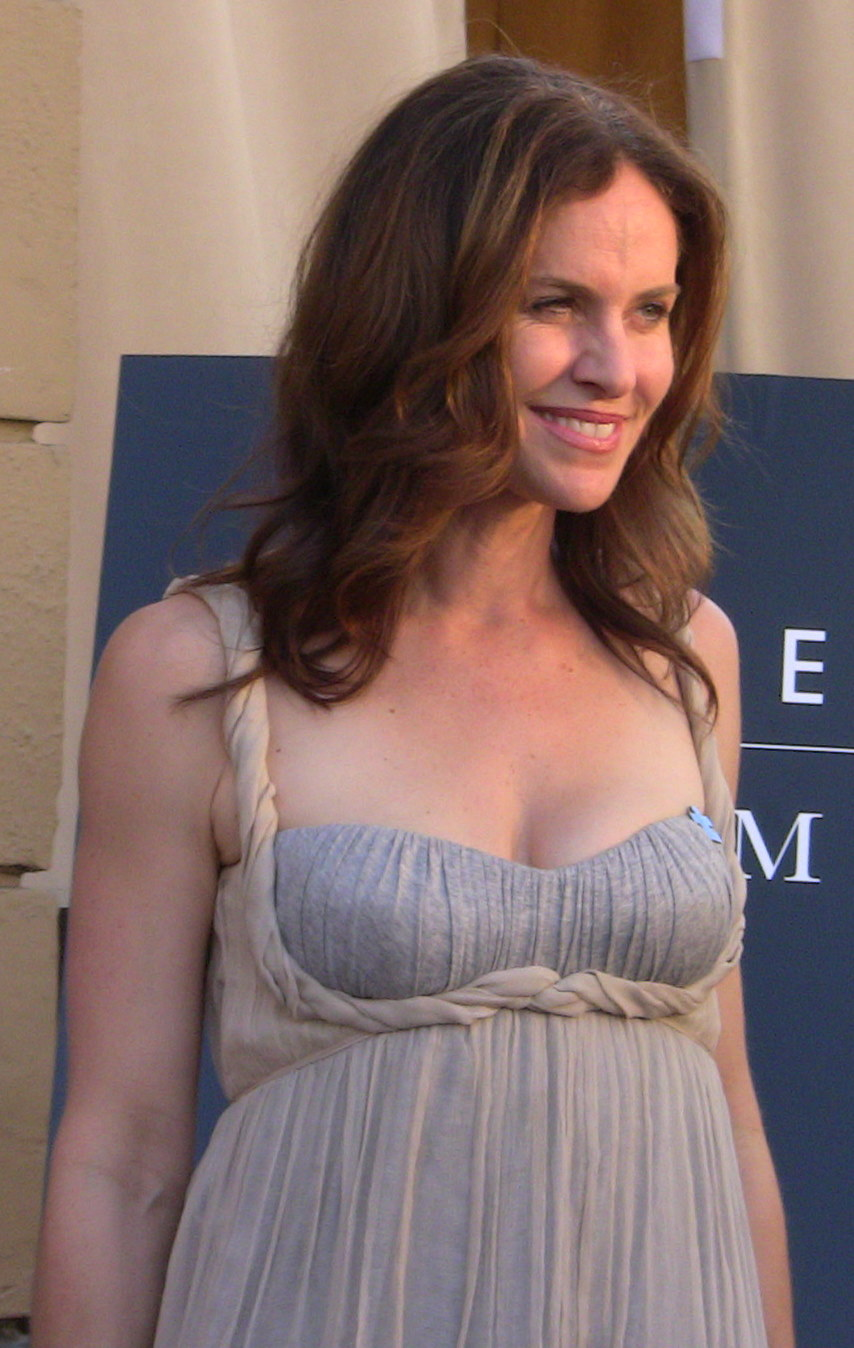
Amy Brenneman (2009)

Amy Frederica Brenneman (* 22. Juni 1964 in New London, Connecticut) ist eine US-amerikanische Schauspielerin. Bekannt wurde sie vor allem durch die Hauptrolle in der von ihr erdachten und produzierten Serie Für alle Fälle Amy und durch ihre Rolle der Violet Turner in der Fernsehserie Private Practice.

## Leben
Brenneman wurde 1964 als drittes Kind einer Richterin und eines Anwalts geboren. Ihre Mutter Frederica Joanne, geborene Shoenfield war Richterin am Connecticut State Superior Court und ihr Vater Russell Langdon Brenneman Jr., war ebenfalls Jurist und als Anwalt für Umweltrecht, environmental lawyer tätig. Ihr Studium der Religionswissenschaften an der Harvard University schloss sie 1987 erfolgreich ab. Ihr Studienschwerpunkt waren die vergleichenden Religionswissenschaften.
Sie war zunächst am Theater tätig und hatte 1992 ihren ersten Auftritt in einer Fernsehserie. Ihren Durchbruch hatte sie mit der Serie NYPD Blue, in der sie von 1993 bis 1994 die Rolle der Officer Janice Licalsi spielte. Während der Dreharbeiten lernte sie den Regisseur Brad Silberling kennen, mit dem sie seit 1995 verheiratet ist und zwei Kinder (* 2001, * 2005) hat.
Ab Mitte der 1990er Jahre übernahm sie auch Rollen in Kinofilmen. So war sie an der Seite von Robert De Niro in Heat zu sehen und neben Sylvester Stallone in einer Hauptrolle in dem Film Daylight.
1999 schuf und produzierte sie die erfolgreiche Familienserie Für alle Fälle Amy, in der sie selbst die Hauptrolle der Amy Gray übernahm. Nach ihren eigenen Angaben war deren Charakter stark durch Brennemans Mutter wie auch durch eigene Erlebnisse aus ihrer Kindheit geprägt. Die Serie lief in den USA über sechs Staffeln und brachte dem Sender CBS gute Einschaltquoten. Amy Brenneman war mehrfach für einen Emmy und einen Golden Globe nominiert.
Von 2007 bis zum Ende der Serie 2013 spielte Brenneman die Rolle der Psychiaterin Dr. Violet Turner in der Serie Private Practice. Von 2014 bis 2017 spielte sie die Laurie Garvey, eine Psychotherapeutin und erste Ehefrau von Kevin Garvey Jr. in der Serie The Leftovers.

## Filmografie (Auswahl)
- 1992: Middle Ages (Fernsehserie, 4 Folgen)
- 1992: Mord ist ihr Hobby (Murder, She Wrote, Fernsehserie, Folge 9x09 A Christmas Secret)
- 1992: Pig in the Python
- 1993–1994: New York Cops – NYPD Blue (NYPD Blue, Fernsehserie, 18 Folgen)
- 1995: Bye Bye, Love
- 1995: Heat
- 1995: Casper
- 1996: Daylight
- 1996: Fear – Wenn Liebe Angst macht (Fear)
- 1997: Nevada
- 1998: Männer, Frauen und die Wahrheit über Sex (Your Friends & Neighbors)
- 1998–1999 Frasier (Fernsehserie, 4 Folgen)
- 1998: Stadt der Engel (City of Angels)
- 1999: The Suburbans – The Beat Goes On! (The Suburbans)
- 1999–2005: Für alle Fälle Amy (Judging Amy, Fernsehserie, 138 Folgen)
- 2000: Gefühle, die man sieht – Things You Can Tell (Things You Can Tell Just by Looking at Her)
- 2004: Lemony Snicket – Rätselhafte Ereignisse (Lemony Snicket’s A Series of Unfortunate Events)
- 2005: Nine Lives
- 2007: 88 Minuten (88 Minutes)
- 2007: Grey’s Anatomy (Fernsehserie, 2 Folgen)
- 2007–2013: Private Practice (Fernsehserie, 111 Folgen)
- 2007: Der Jane Austen Club (The Jane Austen Book Club)
- 2008: Downloading Nancy
- 2009: Mütter und Töchter (Mother and Child)
- 2013: Words & Pictures – In der Liebe und in der Kunst ist alles erlaubt (Words and Pictures)
- 2013: The Face of Love
- 2014–2015: Reign (Fernsehserie, 3 Folgen)
- 2014–2017: The Leftovers (Fernsehserie, 20 Folgen)
- 2019: Goliath (Fernsehserie, 7 Folgen)
- 2019: Peel
- 2019: Her Mind in Pieces (Episodenfilm)
- 2019: Foster Boy
- 2021: Tell Me Your Secrets (Fernsehserie, 10 Folgen)
- 2021: Sweet Girl
- 2022: Shining Girls (Fernsehserie, 5 Folgen)
- 2022–2024: The Old Man (Fernsehserie, 15 Folgen)